# 플레이어스 (2012년 영화)
《플레이어스》(프랑스어: Les Infidèles)는 2012년 공개된 프랑스의 옴니버스 코미디 영화이다.

## 출연

### 주연
- 장 뒤자르댕
- 질 를르슈
- 제라르딘 나카체

### 조연
- 프리실라 드 라포커드
- 줄리 니콜레
- 플로린느 델로벨
- 피에르 베누아
- 쟝-샤를 피에다넬
- 줄리앙 르프리제
- 에릭 드 몬탈리에르
- 돌리 골든
- 패트릭 드래이
- 수잔 로케
- 나탈리 레비-랑
- 요한나 니자드
- 멜라니 두티
- 제롬 르 밴너
- 마고 맥러플린
- 닐즈 뒤보스트
- 센드리네 오시어
- 클라라 폰소트
- 엘리제 오퐁
- 안소니 소니고
- 바스티앙 부이용
- 바이올렛 블랑카에
- 에티엔 듀롯
- 빈센트 다르뮈제
- 헬렌 쉐자레
- 에릭 마쏘
- 끌레어 비빌
- 마누 페이옛
- 셀리스틴 샤프레
- 앤 수아레즈
- 시리우스 로제
- 자비에 클로돈
- 아르나우드 헨리에트
- 로랑 꼬띠아르
- 프랭크 페쉬
- 루카 롬바디
- 에디 사코마니
- 빈센트 보냐슈
- 조나단 페렝
- 파브리스 아고구에
- 파사 마점더
- 카린 벤타롱
- 기욤 까네
- 마틸다 메이
- 알렉산드라 라미
- 상드린 키베를랭
- 아이나 클로떼
- 이사벨 낭티
- 라이오넬 아벨란스키
- 찰스 제라르
- 데이빗 앨런 클럭
- 체리 베르쉐
- 마에바 파스콸리

## 기타
- 라인프로듀서: 카탈리나 레스트레포
- 조감독: 제임스 카날
- 조감독: 데이빗 앨런 클럭
- 사운드슈퍼바이저: 알랭 피트
- 미술: 마마르 에크-체익
- 세트: 엠마뉴엘 델리스
- 특수효과: 프랑수아 필리피
- 시각효과: 시릴 보쟝
- 시각효과: 토마스 듀발
- 의상: 캐린 사파티
- 섭외: 니콜라스 론치
- 프로덕션매니저: 올리비에 바지스
- 프로덕션매니저: 프랑수아 브레쉐
- 프로덕션매니저: 미암반질라 찰스
- 프로덕션매니저: 티보 개런
- 프로덕션매니저: 알랭 무주노
- 프로덕션매니저: 바티스트 슈리
- 프로덕션매니저: 아마딘 바레
- 프로덕션매니저: 마크 바드